# Catedral de Sant Pau (Dundee)
La Catedral de Sant Pau és una catedral anglicana a la ciutat de Dundee, Escòcia. És la catedral i el centre administratiu de la Diòcesi de Brechin a l'església episcopal escocesa (Catòlica)

## Castell
Està construïda sobre el lloc del seient medieval del poder a la zona, el castell que abans es trobava al lloc havia estat assetjat pels exèrcits de William Wallace, Andrew de Moray i més tard per Robert the Bruce durant les Guerres de la Independència escocesa. La fortalesa va ser destruïda durant les Guerres dels Tres Regnes. Una petita porció del castell encara roman dins del recinte de la Catedral. Durant la construcció de les oficines modernes de Exchange Street darrere dels treballadors de la catedral es van descobrir restes del castell sota forma d'estructura cripta subterrània. Es creu que el lloc pot haver tingut fortificacions posteriors al 80 dC.

## Església
El 1847, Alexander Penrose Forbes va ser elegit nou bisbe de Brechin i va optar per convertir Dundee en la seva residència permanent.
Quan el Bisbe Forbes va arribar a Dundee, la seva capella era situada al pis superior d'un banc, al proper Castle St. Forbes el considerava depriment i "indigne del culte al Totpoderós". D'aquesta manera, "va instar els seus habitants a assumir la santa obra de construcció, a la glòria de Déu, d'una església majestuosa", un lloc que donaria refugi als molts pobres que vivien als seus voltants.
La primera pedra de la Catedral va ser posada el 21 de juliol de 1853 i es va completar el 1855. Va ser dissenyat per George Gilbert Scott i està a l'estil del període de l'Edat Mitjana o Decorat de l'arquitectura gòtica.
El cost total de l'edifici va superar els 14.000 lliures esterlines i va passar deu anys abans que la congregació pogués pagar tots els deutes incorreguts. L'església va ser dedicada al Dia de Tots Sants, l'1 de novembre de 1865.
Sant Pau la va elevat a l'estatus de Catedral el 1905 i ara és un edifici catalogat de la categoria A.